# Эффект реальности
«Эффект реальности» (фр. effet de réel) — один из важнейших концептов постмодернистской литературы, эстетики и философии. Феномен впервые обозначен в одноимённом эссе французского литературоведа и философа-структуралиста Р. Барта (1968 год). Возникает как следствие отсутствия в знаке означаемого, или, языкового смысла, место которого занимает референт; то есть в результате «опустошения» трехчленной структуры знака.[неоднозначно]
В литературе это — прежде всего, элемент, целью которого является создание впечатления присутствия реального мира через описание. «Лишние» слова и детали (например, барометр в зале г-и Обен), отсылающие не к означаемому, а к референту, который сам по себе является объектом внеязыковой бытийственной категории, делают текст более «реалистичным». Множество всех «ненужных» деталей в тексте, таким образом, становятся в совокупности означающим для означаемого «реальность».
«Эффект реальности», будучи такой репрезентацией объекта в слове без означаемого, противостоит чеховскому образу ружья, которое полностью подчинено идее смысла и значимости, поскольку оно обязательно должно выстрелить в ходе повествования, если в нём обозначено. Присутствие «лишних» деталей описательного характера в нарративе впервые использует литература эпохи реализма. По мнению М. Ямпольского («Тень означаемого»), это связано, прежде всего, с осознанием разрыва между реальными объектами и языковыми символами, отображающими их. Детали же без означаемого призваны «прикрепить» понятие к реальному предмету.
Барт также показал, что «эффект реальности» является ключевой проблемой исторического анализа и письма в целом, провозглашающего реализм и стремление к объективной истине (Р. Барт, «Дискурс истории»), так как сам реализм отображает в том или ином знаке не объективную действительность как таковую, но занимается воспроизводством «референциальной иллюзии». «Эффект реальности» достигается совпадением означающих не с реальностью мира, а с реальностью текстов.
Этот аспект бартовского феномена помог Ф. Анкерсмиту объяснить как эволюцию исторического исследования, так и проблему текстовой природы истории.
Такой интерес к реализму, который выражали Барт и Анкерсмит, также можно найти в области дискурсивной психологии, изучающей психические процессы и феномены через язык, например, в работах Дж. Поттера.